# Stazione di Bari Santa Rita
Stazione di Bari Santa Rita vasútállomás Olaszországban, Bari településen.

## Vasútvonalak
Az állomást az alábbi vasútvonalak érintették:
- Bari–Bitritto-vasútvonal

## Kapcsolódó állomások
A vasútállomáshoz az alábbi állomások vannak a legközelebb:
- Stazione di Bari Centrale (Stazione di Bari Centrale, Bari–Bitritto-vasútvonal)
- Stazione di Bari Loseto (stazione di Bitritto, Bari–Bitritto-vasútvonal)